# Aglaé Auguié
Aglaé-Louise Auguié de Lascans (Parigi, 24 marzo 1782 – Parigi, 2 luglio 1854) è stata una nobildonna francese.

## Biografia
Aglaé era la figlia di Pierre-César Auguié, e di sua moglie, Adélaïde-Henriette Genet. Suo padre era stato il responsabile dei rifornimenti dell'esercito, curatore generale delle finanze e amministratore generale dell'ufficio postale, mentre sua madre era stata al servizio della regina Maria Antonietta. Crebbe sotto le cure della zia materna Henriette Campan quando la madre, sul punto di essere arrestata e mandata al patibolo nel 1794, preferisce suicidarsi.
Nel luglio 1802 sposò il maresciallo Michel Ney (10 gennaio 1769-7 dicembre 1815), figlio di Pierre Ney. Ebbero quattro figli:
- Joseph Napoleon (1803-1857), sposò Albine Laffitte, ebbero due figli;
- Félix Louis Michel (1804-1854), sposò Marie-Joséphine Souham, ebbero due figli;
- Eugène (1808-1845);
- Edgar (1812-1882), sposò Clotilde de La Rochelambert, non ebbero figli.

Divenne dama di compagnia dell'imperatrice Giuseppina (1804-1810), con la quale divenne amica fin dal loro soggiorno alla pensione di sua zia, poi dell'imperatrice Maria Luisa (1810-1813).
Dopo la caduta dell'Impero e l'esecuzione del maresciallo Ney, si allontanò da corte, attentamente sorvegliata dalla polizia della Restaurazione. Passando per Ginevra, andò in Italia e si stabilì a Firenze. Soggiornò anche a Lucca. Sposò segretamente in Italia il futuro maresciallo di campo, Louis d'Y de Résigny (24 agosto 1788-25 ottobre 1857). 
Nel 1819 tornò in Francia dove si divideva tra Parigi e Coudreaux. Soggiornò anche ad Augusta e ad Arenenberg con la regina Ortensia.
Era una assidua frequentatrice delle terme tanto che le sue località preferite erano Baden e Saint-Sauveur.
Morì a Parigi il 2 luglio 1854 di colera e fu sepolta nella chiesa di Saint-Leu.